# 方格設計

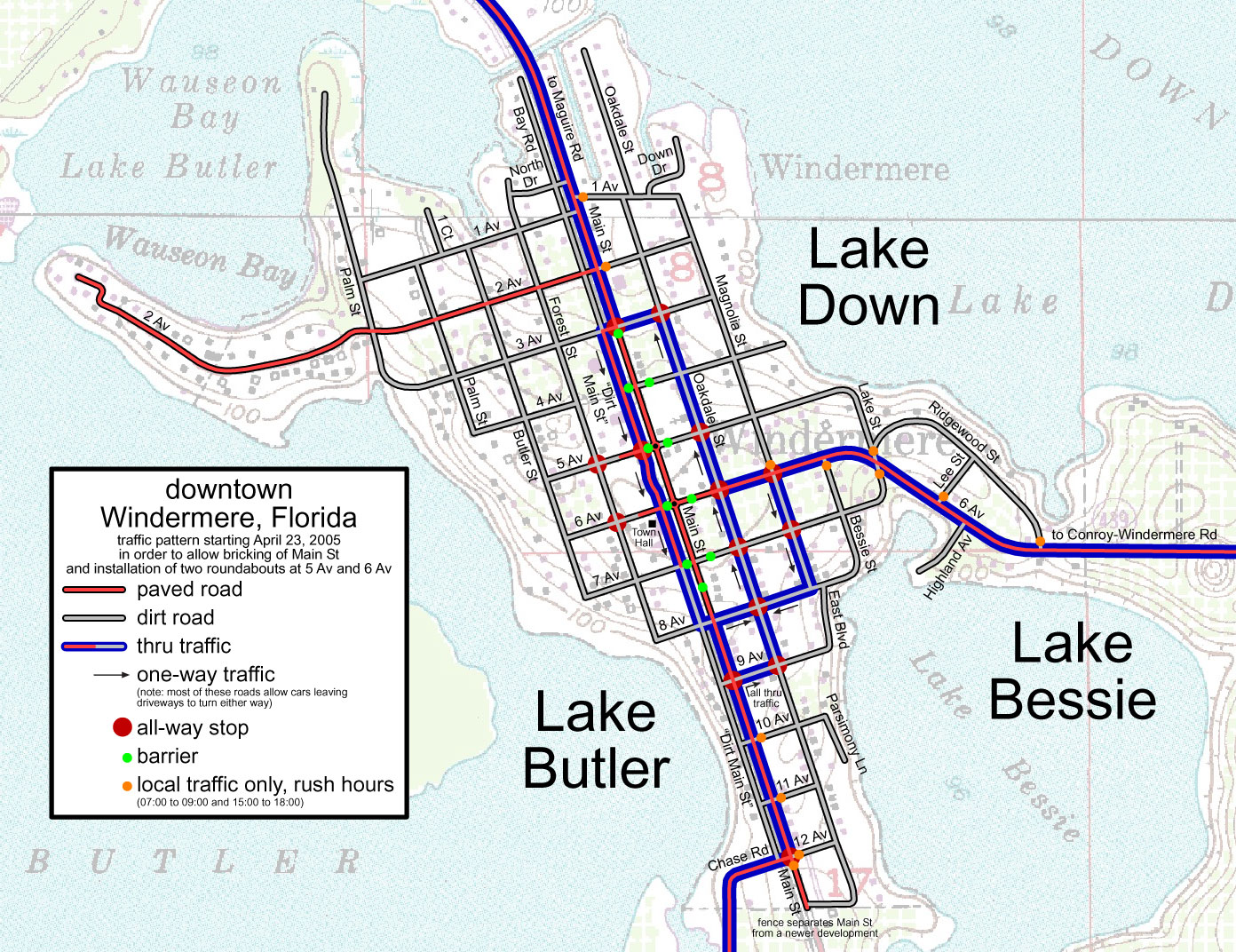
平易な方格設計の計画表（フロリダ州ウィンダミア）

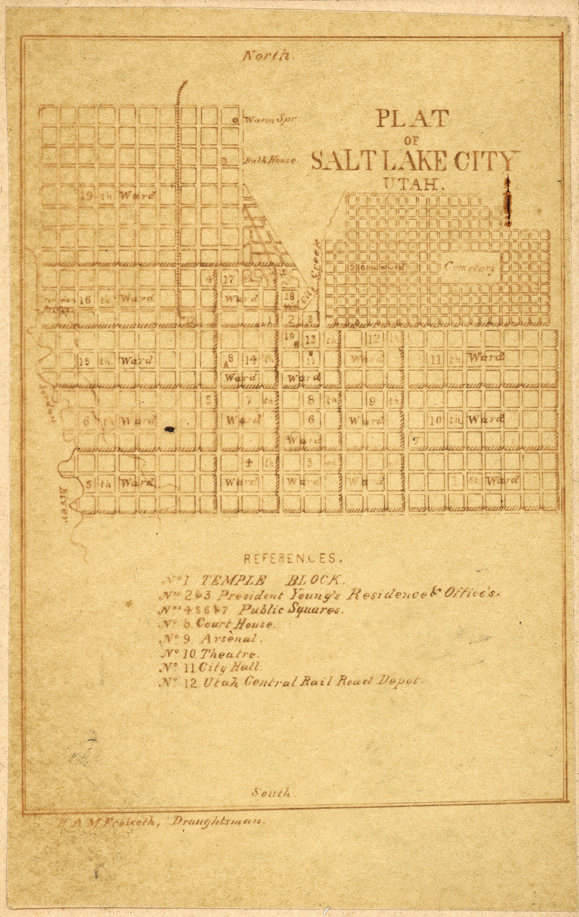
ソルトレイクシティの設計図、1870年頃 - 代表的な均一正方区画設計の例

方格設計（ほうかくせっけい、英: Grid plan 仏: plan hippodamien）は、道路を方格状（格子状や焼き網状、碁盤目状とも形容される）に配置し、その交点が互いに直角になるよう配置する、都市計画における類型の一つである。
ただし、その目的が都市の設計というよりも土地管理に置かれている場合はこのように呼称されることは少なく、特に古代ローマ文化圏における土地管理方法は「チェントゥリアティオ（羅: Centuriatio）」、古代日本における土地区画管理制度は「条里制」と呼称し区別される。

## 古代の方格設計
方格設計の起源は古代にまで遡り、その文化的背景も多様である。早い段階の計画都市には方格設計が採用されているものがある。
紀元前26世紀のモヘンジョダロやハラッパーといったインダス文明（現・パキスタン）の主要都市では、南北・東西に直線的に配置された方格状の街路によって街区が構成されている。各街区内は小さな路地によってさらに細分化されている。また、紀元前1千年紀から11世紀にかけて栄えたシルカップやタキシラといったガンダーラ（アフガニスタン東部、パキスタン北西部）の都市でも同様に方格状の地割が見られる。1959年にパキスタンの新首都として選定されたイスラマバードは、荒廃したシルカップに近接した場所に方格設計によって建設された計画都市である。
中国における方格設計の伝統は、中国各地の伝統的な都市計画として紀元前15世紀から続いている。その手法を明文化した指針として春秋時代（紀元前770年-紀元前476年）に制作された考工記では次のように述べられている。「首都は正方形に計画すること。都市周囲にそれぞれ位置する3つの城門は、都市内部において十字に交差し、方格設計の基準線を成す9つの大通りと接続すること。都市内の配置として南に宮殿、北に市場、東に太廟、西に社稷壇を配置すること」。

## 1千年紀のアジア
7世紀頃以降、政治の中央集権化が進んだ日本と朝鮮半島では、その時代に計画された都市の多くに中国式の方格設計が採り入れられている。朝鮮では統一新羅の首都である慶州市、渤海の首都である上京龍泉府に唐の中国式方格設計が見られる。日本では藤原京（奈良県橿原市、694年-710年）、平城京（奈良県奈良市、710年-784年）、平安京（京都府京都市、794年-1868年）のような古都が唐の首都である長安を模して造られており、特に京都は「碁盤の目の街」と形容されるほど方格設計が有名な都市であるが、それ以降に建造された江戸（東京）では防衛上の理由から方格設計が避けられ、中心となる江戸城を取り囲むように不規則な街路網が形成されている。後に東京では部分的に方格設計が採られた街が形成されてはいるが、これ以外にも日本の都市において方格設計はあまり一般的でなく、日本の住所表記は方格設計で形成される街路よりも小さく細分化された街路を基準としている。
北海道札幌市（1868年制定）をはじめ、旭川市や帯広市、根室市など北海道内にある各主要都市の殆どはアメリカの影響を受けた方格設計が実行されている。

## ヨーロッパとその植民地

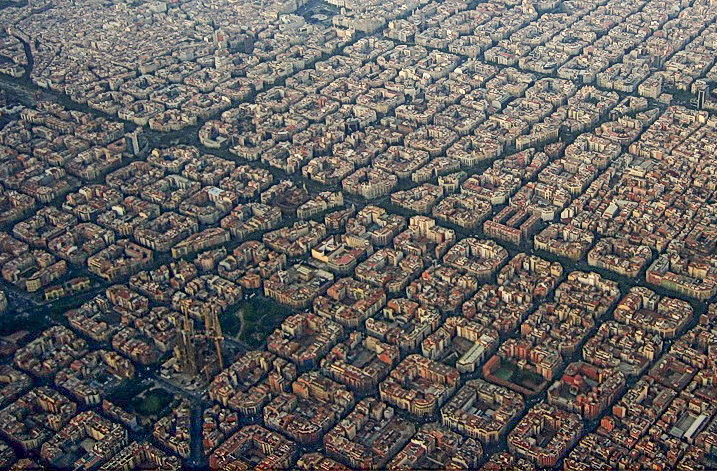
バルセロナ

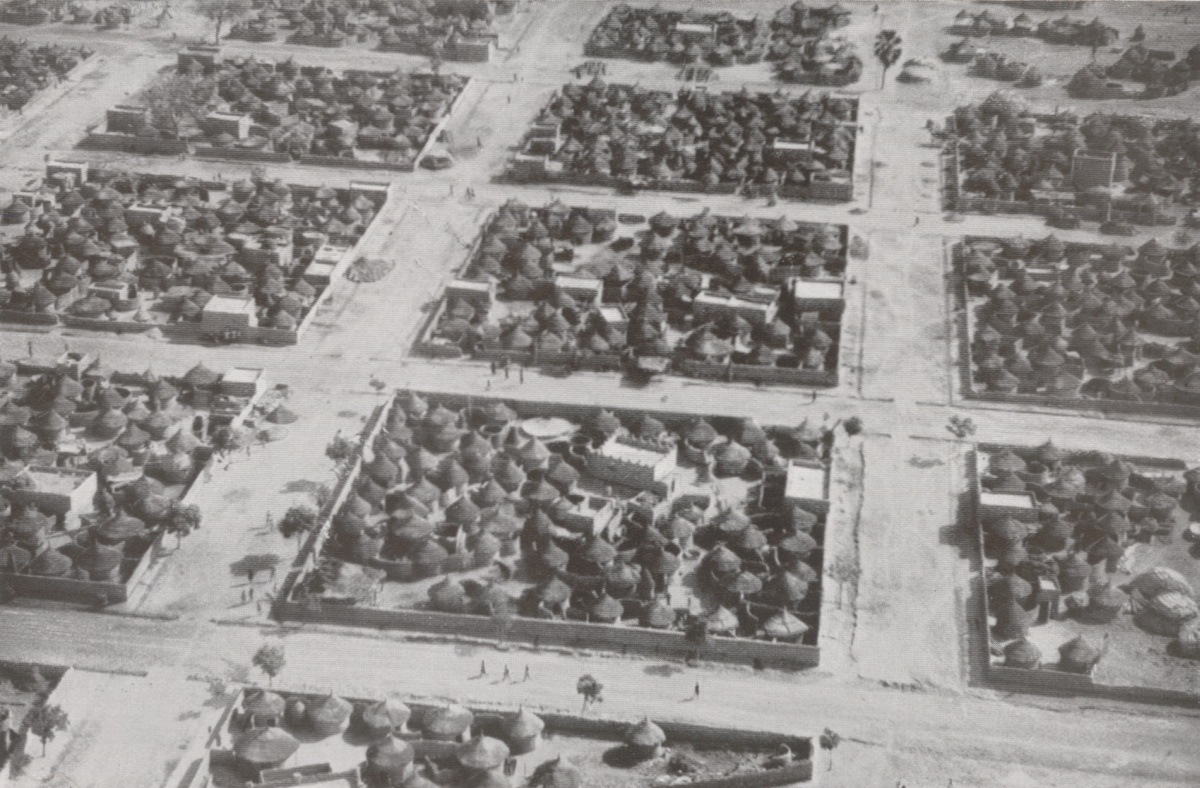
1930年のワガドゥグー

ヨーロッパでは比較的新しい12世紀以降に成立した都市は、その多くが方格設計を用いた道路体系であり、最も大規模なものとしては13世紀から14世紀にかけて創設された南フランスにおけるバスティッドの都市群である。中世ヨーロッパにおいて方格設計を用いた新都市はイギリスのウェールズからイタリアのフィレンツェに至るまでの非常に広範囲に及ぶ。その多くは、もともとローマの植民地時代に前哨基地として建設されており、新都市は古代の方格線に基づいて構築されている。
ローマ式の方格設計は、フェルナンドとイサベルのレコンキスタが進む過程で造られたスペインの入植地に採用されている。また、これはその後1496年のサン・クリストバル・デ・ラ・ラグーナ（カナリア諸島）開拓、それに続くスペインによるアメリカ大陸の植民地化で建設された新都市にも採用されている。1573年、スペイン王フェリペ2世は植民地における地域社会の構築と管理について規定したインディアス法を編纂した。特に都市計画に関してはここで、正方形または長方形をした中央広場（プラザ）の角または辺から8方向に伸びる大通りの設置を規定している。南北アメリカ大陸において方格設計を採り入れた都市は、非常に多くがその方式に則って建設され、先のインディアン文明の慣行を踏襲している。
北ヨーロッパにおける方格設計は、ルネサンスの普及に伴って定着していった。1606年、新しく建設が始まったドイツのマンハイムでは、初めて方格設計を採り入れた本格的なルネサンス様式によって建設されている。その後、イギリス スコットランドのエディンバラ新都心やグラスゴー中心部のほぼ全域、ニューヘイブンやアデレードといったオーストラリア、カナダ、アメリカおける計画都市が続いた。
マルタの首都バレッタでは16世紀頃に厳密な方格設計のもと、バロック様式に統一された家屋や宮殿、教会や広場が点在するように配置されている。

## 初期のアメリカ

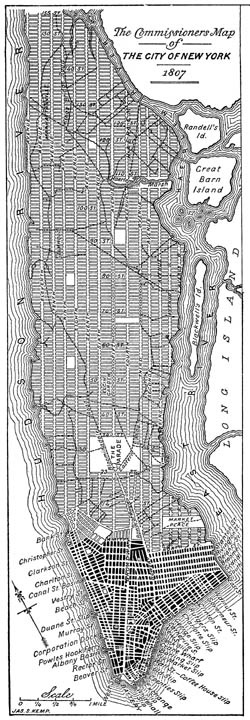
マンハッタンの1811年委員会計画

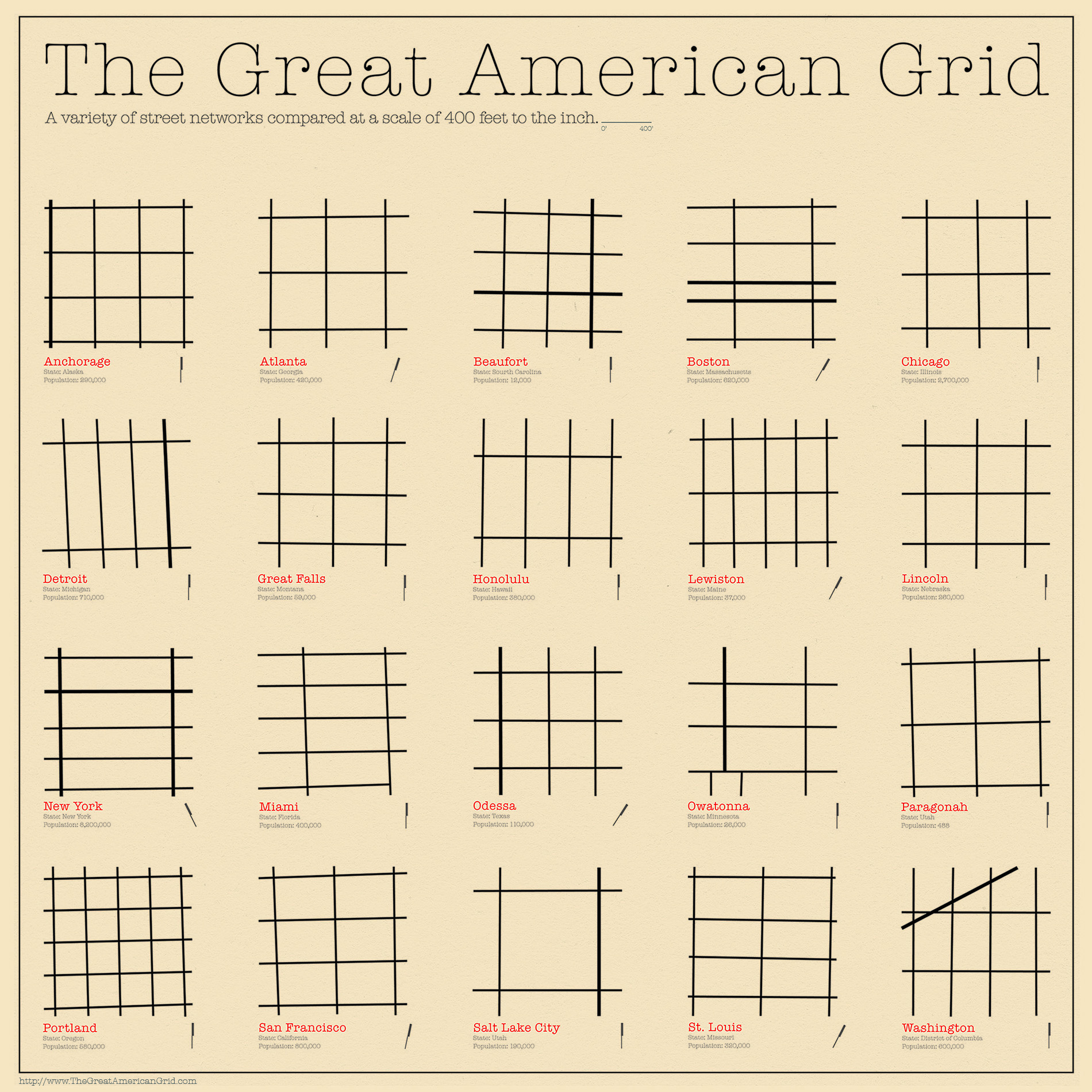
アメリカで代表的な方格設計の比較例

ボストンなどアメリカ最古級の都市ではその多くが方格設計を採用していない。しかし、独立戦争以前の時代に造られた一部の都市にはそのような配置が見られることがある。アメリカ最古の植民地であるニューヘイブン植民地は1638年の設立時に9つの小規模な方格になるように4×4の街路が設計されている。より大規模なものとして、フィラデルフィアでは1682年に直線的な方格状の街路が計画されており、これが北米初の本格的な方格設計の一つである。街の創設者であるウィリアム・ペンの要請に基づき、測量士トーマス・ホルムは、西のスクールキル川から東のデラウェア川にかけて直角に交差する広幅員の道路体系と正方形の公園用地5つを設計した。ペンは当時ヨーロッパの各都市で問題になっていた過密や火災、伝染病といった都市問題対策に有効であるとして、この区画整然とした都市計画を推奨している。ホルムは方格設計の理想形としてこの草案を作成しているが、後に市によって大きな街区の中に路地が引かれている。そして、歴史上最も著名な方格設計の一つはニューヨーク市が実施した1811年委員会計画である。ハウストン通り以北におけるマンハッタンのほぼ全域を開発するこの計画は、先見性を伴った計画としてニューヨーク州議会が提案している。